# Nacaduba mallicollo
Nacaduba mallicollo är en fjärilsart som beskrevs av Druce 1892. Nacaduba mallicollo ingår i släktet Nacaduba och familjen juvelvingar. Inga underarter finns listade i Catalogue of Life.